# جورج كييف
متروبوليتان جورج (توفي 1079) - كان حضريًا شرقيًا أرثوذكسيًا في كييف وجميع روس، يخدم من 1069 إلى 1073.
كان جورج سابع زعيم للكنيسة البيزنطية في خقانات روس، ووصل إلى ما يعرف الآن بأوكرانيا حوالي عام 1062. ولأن جورج لم يعترف بقدسية الشهداء المحليين، فقد عاد بعد أربع سنوات من تعيينه إلى بيزنطة.
متروبوليتان جورج هو مؤلف العمل الجدلي «النضال مع الكنيسة اللاتينية» (Stiazanie s latinoiu) فيما يتعلق بالانقسام 1054 بين الشرق والغرب (انظر الاختلافات اللاهوتية بين الكنيسة الكاثوليكية والكنيسة الأرثوذكسية الشرقية).